# إدغام صغير
الإدغام الصغير هو التقاء حرف ساكن بآخر متحرك بحيث يُدغم الأول في الثاني، فيصيران حرفًا واحدًا مشددًا من جنس الحرف الثاني.  وسُمي "صغيرًا" لأن الحرف الأول ساكن، وهو أخف من الإدغام الكبير الذي يكون فيه الحرف الأول متحركًا. قال ابن الجزري في النشر: «وَالإِدْغَامُ مَا كَانَ أَوَّلُهُ سَاكِنًا فَهُوَ صَغِيرٌ».

## أنواعه

### الإدغام الصغير الكامل
- يُدغم الحرفان إدغامًا تامًا بحيث لا يبقى من الأول شيء.
- مثال:
  - "قد تبين" → تُنطق: "قَتَّبَيَّن"
  - "بل ربكم" → تُنطق: "بَرَّبكم"

### الإدغام الصغير الناقص
- يُدغم الحرفان، لكن تبقى صفة من الحرف الأول وهي الغنة، إن كان من حروف ينمو.
- مثال:
  - "من نعمة" → "مَنَّعمة" مع غنة.
  - "إن يعلم" → "إيَّعلم" مع بقاء الغنة.

## حروف الإدغام الصغير
1. إذا كان الحرف الثاني من حروف الغنة (ي، ن، م، و) → الإدغام ناقص مع الغنة.[1]
2. إذا كان الحرف الثاني ليس من حروف الغنة (مثل: ل، ر، ت، د...) → الإدغام كامل بدون غنة.[1]

## روابط خارجية
- الإدغام الكبير والصغير والإدغام الكامل والناقص